# Cuarto camino

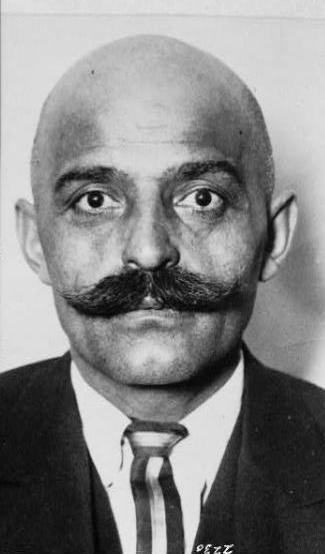
G. I. Gurdjieff, fundador de la escuela del cuarto camino.

El cuarto camino (o cuarta vía) es una doctrina metafísica, cosmológica y filosófica (de orientación idealista) introducida en occidente por George Gurdjieff y Peter Demianovich Ouspensky.

## Principios
Se basa en la creencia de que el ser humano necesita un procedimiento o sistema para despertar (a través del autoconocimiento, atención consciente y del entorno, y sobre todo «el recuerdo de sí»). Dentro de esta doctrina se reconocen otros tres caminos, pero no son prácticos debido al modo de vida actual. Según indican las escuelas de cuarto camino hoy día, hay un tipo de camino para cada tipo de persona y el sentido es encontrar la parte olvidada de sí mismos; en pocas palabras despertar del sueño, de la mal llamada consciencia de vigilia en la cual se está inmerso, que no es más que otra manera de sueño.
Como escribió Ouspensky en su libro Fragmentos de una enseñanza desconocida:

“El cuarto camino no exige que uno se retire del mundo, no exige que uno abandone todo aquello por lo que se ha vivido hasta el momento. Este camino comienza mucho más lejos que el del yogui. Esto significa que es necesario estar preparado para entrar en el cuarto camino, y que esta preparación, que es de las más serias, tiene que adquirirse en la vida ordinaria y aplicarla sobre muchos lados diferentes. Además, el hombre que quiere seguir el cuarto camino tiene que reunir en su vida condiciones favorables al trabajo, o por lo menos aquellas que no lo hagan imposible; porque es necesario convencerse de que tanto en la vida exterior como en la vida interior, ciertas condiciones pueden constituir barreras infranqueables para el cuarto camino. Añadamos aún, que este camino, contrariamente al del faquir, al del monje y al del yogui, no tiene una forma definida. Ante todo, tiene que ser hallado. Es la primera prueba. Y es difícil, porque el cuarto camino es mucho menos conocido que los otros tres caminos tradicionales. Son numerosas las personas que nunca han oído hablar de él o que niegan simplemente su existencia o aun su posibilidad”.[cita requerida]

### Puntos clave:
- Aspecto psicológico
- Visión de un sistema cosmológico
- Aspecto alquímico
- Doctrina metafísica, cosmológica y filosófica
- Propone el autoconocimiento

## Historia
En el libro recién citado, Gurdjieff se niega a revelar los orígenes de sus conocimientos en el cuarto camino. Más tarde en su autobiografía mencionaba que se basa en ideas obtenidas de gente en Asia, pero aún se negaba a divulgar los orígenes de su sistema. Muchos estudiosos sugieren que las bases provienen de las siguientes fuentes:
- Vocabulario técnico aparecido en la masonería rusa del siglo XIX.
- Cristianidad Esotérica de Borís Muraviev.
- Sufismo.
- Budismo tibetano.
- J.G. Bennett rastrea el cuarto camino hasta el líder Sufí Abdulkhaliq Gujduvani.[2]